# Forty Lake Peak
Forty Lake Peak är en bergstopp i Australien. Den ligger i kommunen Central Highlands och delstaten Tasmanien, i den sydöstra delen av landet, omkring 140 kilometer nordväst om delstatshuvudstaden Hobart. Toppen på Forty Lake Peak är 1 259 meter över havet, eller 11 meter över den omgivande terrängen. Bredden vid basen är 0,39 km.
Trakten runt Forty Lake Peak är nära nog obefolkad, med mindre än två invånare per kvadratkilometer.. Det finns inga samhällen i närheten. 
I omgivningarna runt Forty Lake Peak växer huvudsakligen savannskog. Genomsnittlig årsnederbörd är 1 598 millimeter. Den regnigaste månaden är augusti, med i genomsnitt 204 mm nederbörd, och den torraste är januari, med 63 mm nederbörd.